# Caso Pujol
El Caso Pujol hace referencia al caso judicial de corrupción donde se investigó al expresidente de la Generalidad de Cataluña Jordi Pujol i Soley, su mujer Marta Ferrusola i Lladós y otros miembros de su familia por los delitos de cohecho, tráfico de influencias, delito fiscal, blanqueo de capitales, prevaricación, malversación y falsedad.

## Familia Pujol Ferrusola
La Familia Pujol Ferrusola la componen los padres Jordi Pujol i Soley y Marta Ferrusola, y los siete hijos Mireia, Marta, Jordi, Oleguer, Josep, Oriol y Pere.
Tanto a Jordi Pujol como a su mujer y a sus hijos se les vincula con diferentes casos de corrupción y con la titularidad de abultadas cuentas corrientes en diferentes paraísos fiscales. A partir de 2014 algunos medios de comunicación empezaron a publicar datos que apuntaban a la existencia de cuentas en Suiza con dinero irregular. A raíz de estas primeras informaciones, el banco suizo Lombard Odier certificó que dichas cuentas no existían, y el Ministerio del Interior aseguró que no reconocía el informe como oficial y que desconocía su autoría. También, en enero de 2013, Pujol afirmó en una entrevista televisiva no tener cuentas en Suiza. Existen acusaciones de que el patrimonio de la familia ha aumentado exponencialmente durante las últimas décadas, con intereses inmobiliarios en diferentes países, especialmente en Latinoamérica, pero no han sido demostradas. Es el caso de Jordi Pujol Ferrusola y también de Oleguer, el menor de los siete hijos del matrimonio Pujol-Ferrusola.

## Cronología
El 25 de julio de 2014, Jordi Pujol reconoció en un comunicado enviado a varios medios haber ocultado a la Hacienda Pública durante 34 años «un dinero ubicado en el extranjero», según sus afirmaciones procedente de su padre Florenci Pujol. En ese comunicado Pujol lamentaba no haber encontrado nunca el «momento adecuado» para la regularización de esas cantidades y pedía perdón a la opinión pública. Según varios medios, se trataría de en torno a cuatro millones de euros, ubicados en Andorra, que se habrían beneficiado de la amnistía fiscal (o regularización extraordinaria) promovida por el Gobierno de España en 2012. La confesión de Jordi Pujol generó gran controversia política.
Como reacción, el 28 de julio de 2014 el sindicato  Manos Limpias denunció a Jordi Pujol i Soley y a su esposa ante los juzgados por los delitos de cohecho, tráfico de influencias, delito fiscal, blanqueo de capitales, prevaricación, malversación y falsedad. La denuncia recayó en el juzgado 31 de Barcelona, donde la juez titular acordó abrir diligencias y notificar su decisión a la Fiscalía. Al día siguiente, 29 de julio, el presidente Artur Mas, tras una reunión mantenida con Pujol i Soley, anunció que este renunciaba al sueldo y a la oficina que tenía asignados como expresidente, así como al título honorífico de presidente fundador de CDC y de CiU. Posteriormente, el conseller de la Presidencia Francesc Homs aclaró que esto incluía renunciar al trato honorífico de «Molt Honorable Senyor» y a la medalla de oro de la Generalidad.
El 30 de diciembre de 2015 el juez de la Audiencia Nacional, José de la Mata, citó a declarar como imputado a Jordi Pujol Soley, y a su esposa, Marta Ferrusola, por un delito de blanqueo de capitales continuado. En el auto de citación del matrimonio, el juez apuntó a que todos los miembros de la familia habían venido "orquestando durante años una estrategia compartida y coordinada para desarrollar distintos negocios económicos, generar réditos, ocultarlos, y distribuirlos entre todos de acuerdo con criterios establecidos para conseguir el lavado de los activos conseguidos".
En un primer momento, la investigación a la familia Pujol se llevó a cabo en dos juzgados diferentes de la Audiencia Nacional: el Juzgado Central de Instrucción 5 en que el principal investigado ha sido Jordi Pujol Ferrusola y el Juzgado Central de Instrucción 1 que se centraba en Oleguer Pujol Ferrusola y su socio Luis Iglesias, yerno de Eduardo Zaplana. En 2016, el Juzgado Central número 1 se inhibió y toda la investigación fue asumida por el Juzgado Central número 5.
El 12 de enero de 2017 Oleguer Pujol declaró ante el juez De la Mata, solicitando Anticorrupción la prisión preventiva, pero el magistrado decretó la libertad provisional. El 25 de abril de 2017 el juzgado envió a prisión sin fianza a Jordi Pujol Ferrusola, siendo excarcelado el 27 de diciembre de 2017 tras abonar una fianza de 500.000 euros.
En julio de 2020, el juez José de la Mata Amaya, titular del Juzgado Central de Instrucción número 5, consideró que la fase de instrucción podía darse por terminada y que había indicios de delito para juzgar a toda la familia Pujol por delitos de pertenencia a una organización criminal o asociación ilícita, blanqueo de capitales, fraude a la Hacienda Pública y falsedad documental. En el auto se decía que "la familia Pujol Ferrusola ha aprovechado su posición privilegiada de ascendencia en la vida política/social/económica catalana durante decenios para acumular un patrimonio desmedido, directamente relacionado con percepciones económicas derivadas de actividades corruptas".
El juicio oral comenzará el 10 de noviembre de 2025 y se extenderá hasta el 23 de abril de 2026, con un total de 55 sesiones programadas. La Fiscalía Anticorrupción solicita penas de hasta 9 años para Jordi Pujol, 29 años para Jordi Pujol Ferrusola, y entre 8 y 14 años para los demás hijos. Se han aceptado como evidencia 254 testigos, entre ellos políticos, exdirectivos bancarios y agentes policiales, para aportar prueba sobre las acusaciones de blanqueo, asociación ilícita y delitos fiscales.

## Dinero evadido
Según algunos medios de comunicación, se trata de 4 millones de euros que ha ocultado a la Hacienda española. Sin embargo, otras fuentes policiales apuntan a 500 millones de euros.Por su parte, el líder de Ciudadanos Albert Rivera acusó el 6 de septiembre de 2017 en redes sociales a la familia Pujol de "robar 2.500 millones de euros ", hecho por el que Josep Pujol Ferrusola presentó una querella contra Rivera por presuntas calumnias.
Días después de que se desvelara una cuenta con 137 millones de euros en Suiza, cinco de los siete hijos (Jordi, Marta, Pere, Oleguer y Mireia) del expresidente de la Generalidad de Cataluña Jordi Pujol y Marta Ferrusola, ingresaron siete millones de euros en efectivo en varias cuentas en Andorra vinculadas a sociedades offshore en Panamá, según fue recogido en los papeles de pandora en octubre de 2021.

## Casos judiciales relacionados
- Caso Banca Catalana (1982) (Jordi Pujol)
- Caso de las ITV imputado Oriol Pujol, hijo de Jordi Pujol
- Caso 3% imputado uno de los hijos de Jordi Pujol, Jordi Pujol i Ferrusola